# Kyle Duncan
Kyle Duncan (Brooklyn, 8 agosto 1997) è un calciatore statunitense, difensore dei N.Y. Red Bulls.